# Януш Зайдель
Януш Анджей Зайдель (пол. Janusz Andrzej Zajdel, 15 серпня 1938, Варшава — пом.19 липня 1985, Варшава) — польський прозаїк, письменник-фантаст, основоположник напрямку соціальної фантастики у польській літературі. За популярністю вважається другим після Станіслава Лема польським фантастом. Його іменем названа найважливіша польська літературна нагорода в галузі фантастики.

## Біографія
Януш Зайдель народився у Варшаві. Навчався у Варшавському університеті, який закінчив за спеціальністю «фізика атомного ядра». Тривалий час Януш Зайдель працював за спеціальністю у Центральній лабораторії радіологічного захисту. Він є автором багатьох багатьох науково-популярних книжок та статей, а також сценаріїв до науково-популярних фільмів. На початку 80-х років ХХ століття Януш Зайдель став одним із ініціаторів створення у лабораторії радіологічного захисту осередку профспілки «Солідарність». Януш Зайдель також був активним членом польського товариства авторів ZAiKS, у складі якого брав активну участь у боротьбі з порушеннями авторських прав.

## Творчість
Як автор фантастики, Януш Зайдель дебютував на сторінках варшавського журналу «Młody Technik» оповіданням «Тау Кита» (пол. Tau Wieloryba) у 1961 році. Загалом письменник опублікував 83 оповідання у різних періодичних виданнях. Його першою збіркою оповідань стала книжка «Отрута мантезії» (пол. Jad mantezji), опублікована у 1965 році, а першим романом — «Лаланд 21185» (пол. Lalande 21185), опублікований у 1966 році. Його перші твори написані в стилі класичної наукової фантастики. Автор описував у них контакти з іншими цивілізаціями, космічні польоти, неймовірні винаходи. Проте з кінця 70-х років ХХ століття, після того, як Зайдель приєднався до профспілкового руху «Солідарність», тональність його творів різко змінюється. Письменник віддав перевагу створенню серії соціологічно-політичних романів, першим із яких був виданий у 1980 році «Циліндр ван Троффа» (пол. Cylinder van Troffa). У них Зайдель описував та вивчав тоталітарне суспільство, яке у його творах є повністю контрольованим та вкрай обмеженим.
Фактично всі романи Януша Зайделя є антиутопіями, в яких доводиться неможливість створення ідеального суспільства із нав'язаними зверху правилами. Сучасники легко могли знайти прототипів героїв його романів у оточуючому їх суспільстві, що дозволило деяким критикам віднести ці романи до політичних, лише із фантастичнною зовнішньою оболонкою. Один із найпопулярніших його романів — Межа пекла — описує Землю, якій нав'язано «єдино правильну» суспільну систему і яка знаходиться під постійним наглядом «Великого Брата». У деяких романах Зайдель прямо посилається на інші антиутопії, зокрема, в романі Рай один із головних героїв носить ім'я Нікор Орлей Гаксвелл (анаграма Орвелл+Гакслі, класики антиутопії).
Творчість Анджея Зайделя надихнула багатьох польських фантастів молодшого покоління, та породила цілу плеяду авторів соціальної фантастики в країні (серед яких Мацей Паровський, Марек Орамус, Анджей Кшепковський). Його твори перекладались на низку іноземних мов — білоруську, болгарську, чеську, есперанто, фінську, німецьку, російську, англійську, словенську та угорську. Януш Зайдель був також активним членом як польського фандому, так і міжнародного фандому, і членом World SF.
Американський письменник-фантаст Фредерик Пол присвятив свою антологію «Оповідання з планети Земля» (англ. Tales From The Planet Earth) Янушу Зайделю та Бертраму Чендлеру. У цій антології опубліковано єдиний перекладений англійською мовою твір Зайделя — оповідання «Дуже важка місцевість» (пол. Wyjątkowo trudny teren, в англійському перекладі «Particularly Difficult Territory»).

## Особисте життя
Януш Зайдель був одружений із Ядвігою Зайдель, у подружжя була дочка Іоанна.

## Смерть
Януш Зайдель помер 19 липня 1985 року у Варшаві. Офіційною причиною смерті письменника названо рак легень. Ймовірними причинами виникнення цього захворювання у Зайделя вважається його робота в місцях із підвищеним рівнем радіоактивного випромінювання, а також любов до паління цигарок низької якості. Незавершеними після смерті письменника залишились твори «Другий погляд на планету Ксі», «Енклав», «Щупальця», «Спокушування лихом», «Резидіум».

## Нагороди і відзнаки
У 1973 році Януш Зайдель отримав відзнаку «Magnum Trophaeum» за багаторічну співпрацю із журналом «Młody Technik». У 1980 році письменник став лауреатом нагороди Міністерства культури та мистецтв Польщі за роман «Циліндр ван Троффа». У 1984 році Януш Зайдель отримав премію «Золота сепулька» за роман «Вихід із тіні». У тому ж році письменник отримав премію Сілезького клубу фантастики «Шльонкфа».
У 1985 письменник помер, і в цьому році посмертно отримав Премію Польського Фандому за роман «Рай». Ця премія з 1986 року отримала ім'я Януша Зайделя. Традиційно її вручає вдова письменника Ядвіга Зайдель.

## Твори

### Збірки оповідань
- «Отрута мантезії» (пол. Jad mantezji), 1965.
- «Перехід крізь дзеркало» (пол. Przejście przez lustro), 1975.
- «Ілюзит» (пол. Iluzyt), 1976.
- «Фенікс» (пол. Feniks), 1981.
- «Хвіст диявола» (пол. Ogon diabła), 1982.

#### Посмертні видання
- «Куди їде цей трамвай?» (пол. Dokąd jedzie ten tramwaj?), 1988.)
- «Вищі доцільності» (пол. Wyższe racje), складена Мареком Орамусом, 1988.
- «Прощальний лист» (пол. List pożegnalny) — до неї також входять конспекти незакінчених повістей та романів, 1989.
- «Донесення з першоджерела» (пол. Relacja z pierwszej ręki), складена Ядвігою Зайдель, 2010.
- «Дивний невідомий світ» (пол. Dziwny nieznany świat), I том вибраних оповідань], 2014, у формі електронної книги.
- «Цей чудовий день» (пол. Ten piękny dzień), II том вибраних оповідань, 2014, у формі електронної книги.
- «Felicitas», III том вибраних оповідань, 2014, у формі електронної книги.
- «Резидіум» (пол. Residuum) — включає також конспекти незакінчених романів та вірші, 2014, у формі електронної книги.

### Романи
- «Лаланд 21185», 1966.
- «Право на повернення» (пол. Prawo do powrotu), 1975.
- «Циліндр ван Троффа», 1980.
- «Limes inferior», 1982.
- «Вихід із тіні», 1983.
- «Уся правда про планету Ксі», 1983.
- «Рай», 1984.

#### Посмертні видання
- «Другий погляд на планету Ксі» (2014, роман посмертно закінчений Мареком Ковальчиком)

### Інші
- «Izotopy promieniotwórcze», 1973.
- «Wybrane zagadnienia z fizyki jądrowej» (співавтор Божена Гостковська, 1975).
- «Promieniowanie jonizujące», 1976.
- «Ogólne zasady ochrony przed promieniowaniem jonizującym» (співавтор Тадеуш Майлє, 1976).
- «Bezpieczeństwo i higiena pracy przy użytkowaniu promieniowania jonizującego», 1975.